# Miguel Marín Adán

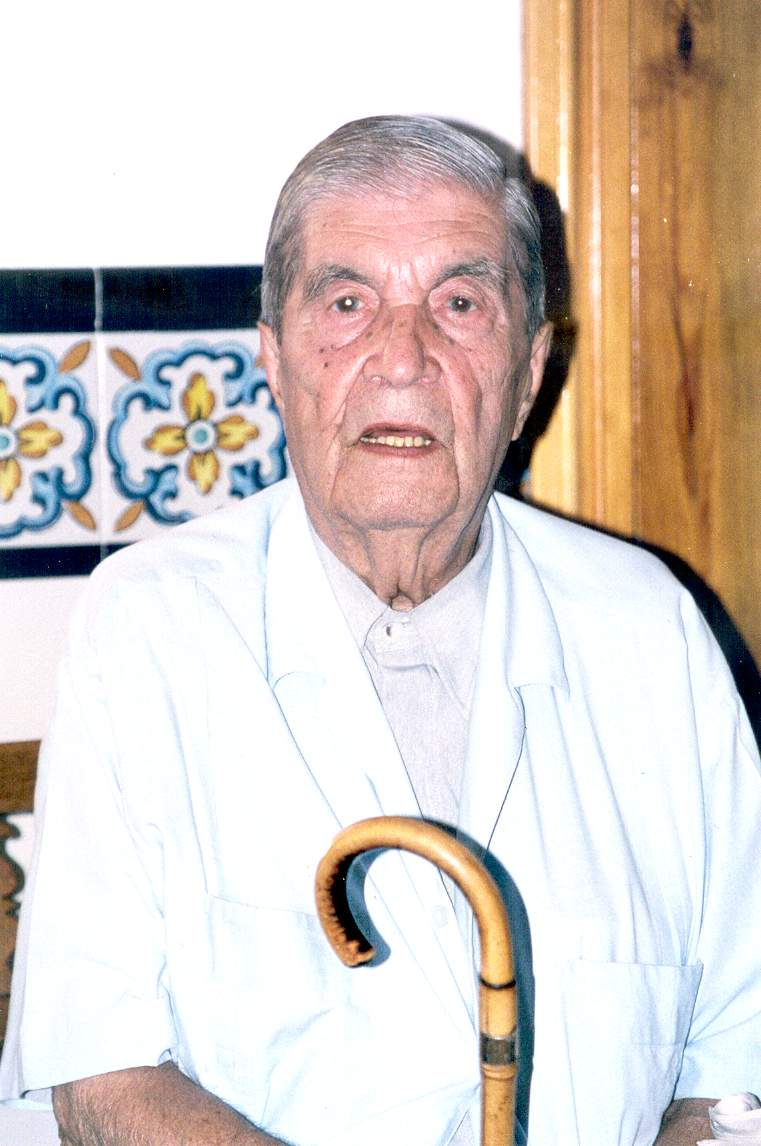
Miguel Marín Adán (Castielfabib, 1907-Barcelona, 2001), ca.1995.

Miguel Marín Adán, nacido el 8 de abril de 1907, en Castielfabib, municipio del Rincón de Ademuz y fallecido el 21 de enero de 2001, en Barcelona.
Hijo de Miguel Marín Gómez, molinero de Castielfabib y de Hipólita Adán Jiménez, natural de Mas de la Cabrera, aldea de Tramacastiel, dueños de algunos molinos de la zona. 

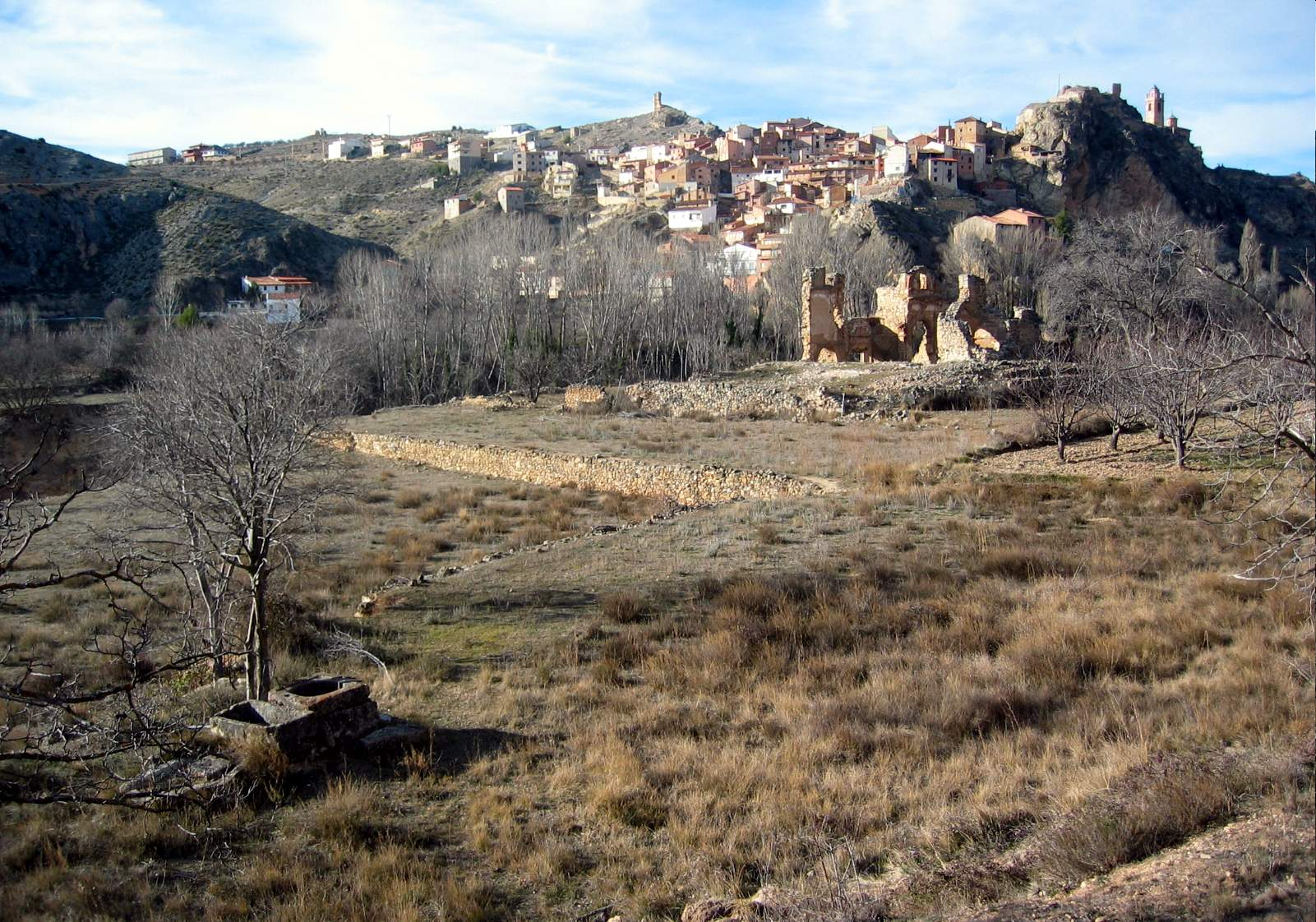
Vista general de Castielfabib, desde las ruinas del Convento de San Guillermo.

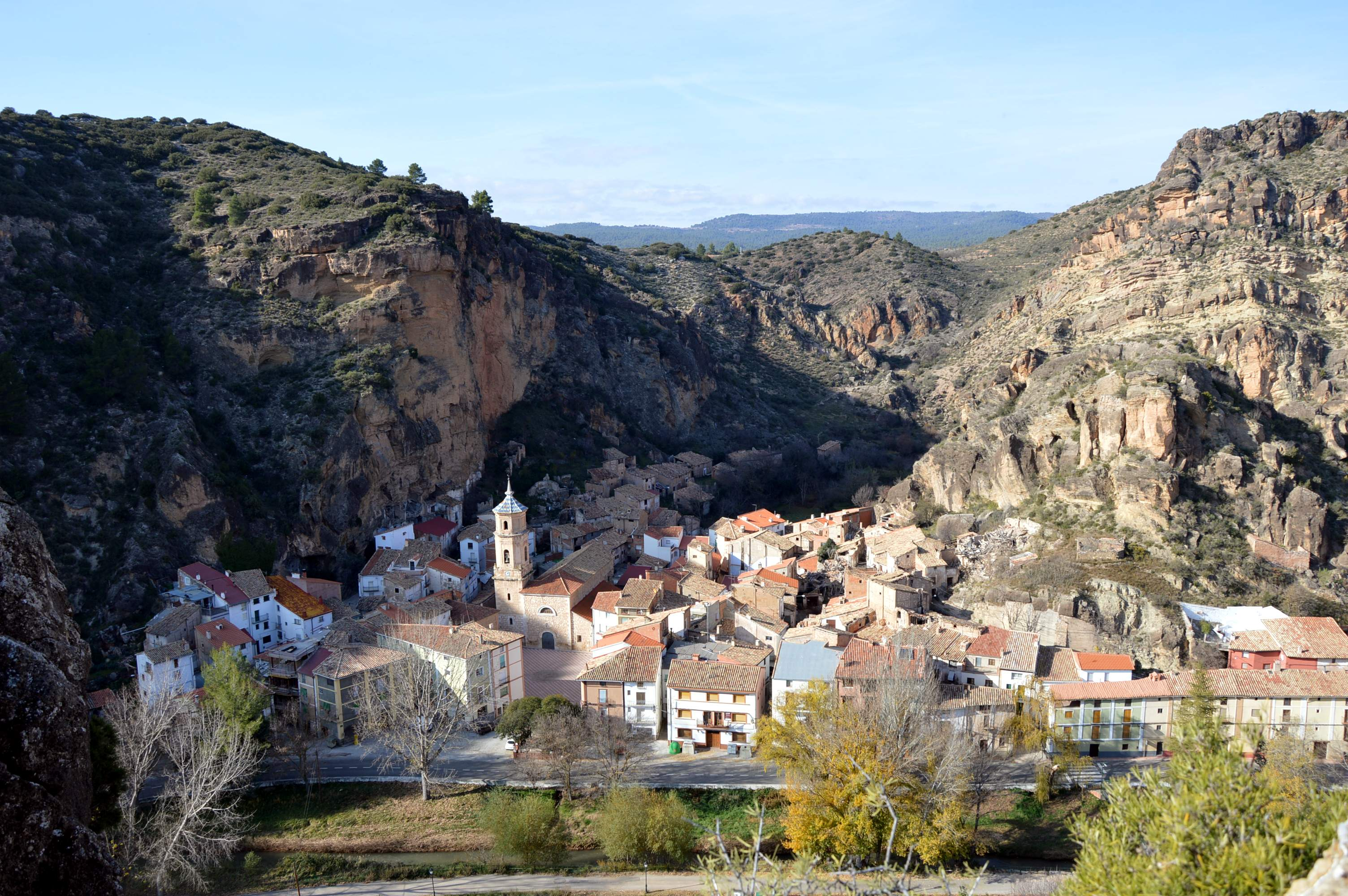
Vista parcial (oriental) de Libros (Teruel), desde el cerro de la Virgen.

## Estudioso local
Comisario de la policía nacional en Barcelona (en su momento fue el comisario más joven de España) de profesión, fue un estudioso e investigador apasionado de la historia de la comarca del Rincón de Ademuz, probablemente el primero que comenzó la recopilación y divulgación de temas históricos y costumbristas en la zona:

«Hubo otros que se aproximaron al lugar con ánimo de estudio y deseosos de descubrir la larga historia del reducto y sus vicisitudes. Entre estos se halla Miguel Marín Adán, nacido en el molino de la Villa (de Castielfabib) y fallecido en Barcelona, articulista que tanto nos ha hecho disfrutar con sus publicaciones. Investigó en archivos, bibliotecas y entre los vecinos, buscando referencias y testimonios relativos al convento (de San Guillermo) con la intención de reconstruir su historia. Merced a la generosidad que le caracterizaba pude hojear sus notas, haciéndome con parte de la bibliografía... Mi trabajo en este capítulo es resultado y continuación del estudio que (él) iniciara, ofreciendo algo más acerca de la Historia y su devenir: un estudio de recopilación, basado en trabajo de campo sobre el lugar, y de investigación bibliográfica».
Aproximación a la historia del convento de San Guillermo en Castielfabib, Alfredo Sánchez Garzón

Su obra, publicada básicamente en diarios y revistas -también su persona-, ha sido citada por estudiosos e investigadores posteriores: Miguel García Lisón (1941-2004), Arturo Zaragozá Catalán, y Alfredo Sánchez Garzón,-----

## Publicaciones
- «Jaime I en el Rincón de  Ademuz: Castielfabib, capital y corte del Reino de Valencia». Revista SAN JORGE (Barcelona: Diputación Provincial de Barcelona) (98-99): 27-33. 1976, diciembre.

- «Castielfabib y Ademuz dados como rehenes en la conquista del reino moro de Valencia». Revista SAN JORGE (Barcelona: Diputación Provincial de Barcelona) (101-1002): 29-34. 1977.

- «Pero, ¿qué es el Rincón de Ademuz? (I y II)». Diario de Teruel (Teruel). 1979.

- «Intento de asesinato del aragonés Papa Luna». Diario de Teruel (Teruel). 1979, 18 de junio.

- «Torrealta, feudo de los Garcés de Marcilla turolenses». Diario de Teruel (Teruel). 1980.

- «Libros, su leyenda, su tradición y su historia. Serie de 22 artículos». Diario de Teruel (Teruel). 1983, 20 de julio-10 de septiembre.

- «Castielfabib, su iglesia y templos sufragáneos del obispo de Albarracín. Serie de 19 capítulos». Diario de Teruel (Teruel). 1983, 9 de diciembre-17 de septiembre de 1984.

- «Cómputo de tiempo y nuestra vida terrena. Serie de 7 artículos». Diario de Teruel (Teruel). 1985, 13 de septiembre-10 de octubre.

- «San Miguel Arcángel». Diario de Teruel (Teruel). 1985, 28 de noviembre.

## Obra inédita
- «Convento de San Guillermo "El Aquitano" de Castielfabib (Valencia)», datado en Barcelona, a 10 de octubre de 1975.
- «Rincón de Ademuz. Historia, leyenda y tradición», datado en Barcelona, en diciembre de 1975.
- «Terremoto del Rincón de Ademuz y zonas limítrofes», datado en Barcelona, a 20 de diciembre de 1984.